# Mary Grant
Mary Grant, född 27 februari 1949, är en kanadensisk bågskytt. Hon deltog vid olympiska sommarspelen 1972.